# عمر القادوري
عمر القدوري (بالفرنسية : Omar ElKaddouri) لاعب كرة قدم مغربي في مركز وسط ميدان هجومي ولد بمدينة بروكسل البلجيكية في 21 أغسطس 1990 ، تعاقد في أغسطس 2012 مع نادي نابولي الإيطالي قادماً إليه من بريشيا، يلعب حاليا لنادي باوك سالونيك اليوناني.

## مسيرته الكروية

### البداية
لعب عمر للفئات الصغرى لنادي أندرلخت البلجيكي إلى حدود 2008 حين وقع أول عقد احترافي مع نادي بريشيا الإيطالي لعب له إلى حدود 2010 15 مباراة سجل 6 أهداف، قبل أن يُعار إلى نادي سيديترول موسم 2010-2011 لعب له 31 مباراة سجل 8 أهداف .

### التألق
في سنة 2011 عاد عمر من جديد إلى نادي بريشيا وبصم على موسم ناجح حيث شارك في 41 مقابلة وسجل 9 أهداف، جلب أنظار كبار أوروبا كـ أرسنال، يوفنتوس ولازيو وبارما لكنه اختار التوقيع لنادي نابولي في أغسطس 2012 .

### الوصول إلى نابولي ومنه إلى تورينو
في أغسطس 2012 أعلن نادي نابولي تعاقده مع اللاعب المغربي عمر القدوري ولعب معه الموسم الأول لكنه عانى كثيراً من المنافسة على الرسمية خصوصاً في ظل وجود لاعبين رائعين في نفس مركزه مثل هامسيك الشيء الذي جعله لم يلعب سوى 7 مباريات في الموسم، وأمام هذا الوضع انتقل القدوري إلى نادي تورينو ليلعب موسم 2013–2014 حيث تألق في وسط ميدانه الهجومي مسجلاً 5 أهداف في 29 مباراة وبعد انتهاء فترة إعارته الأولى مددها له نادي تورينو لموسم آخر حيث يلعب موسم 2014–2015 بقميص الممثل الثاني لمدينة تورينو ·

### باوك اليوناني
في 24 أغسطس 2017 ، باوك اليوناني أعلن عن توقيع مع لاعب الوسط المغربي عمر القدوري الذي وقع لأربع سنوات مع النادي.

## مسيرته الدولية

### المنتخب
لعب لمنتخب بلجيكا للشباب سنة 2011 مباراة واحدة وسجل هدف، لكن في سنة 2012 اختار حمل قميص بلده الأصلي المغرب فأهلته الفيفا لحمل قميص أسود الأطلس ، ولعب أول مباراة دولية ضد بوركينا فاسو في لقاء ودي بتاريخ 14 أغسطس 2013.

## الإنجازات
نادي باوك 
- الدوري اليوناني لكرة القدم (1) : 2019
- كأس اليونان (3) : 2018، 2019، 2021

## مصـادر
- رسميا: نابولي يضم عمر القدوري
- الموقع الرسمي لنادي بريشيا
- جريدة المنتخب المغربية

## روابط خارجية
- عمر القادوري على موقع الاتحاد الدولي (مؤرشف)  (الإنجليزية)
- عمر القادوري على موقع الاتحاد الأوربي (الإنجليزية)
- عمر القادوري على موقع الاتحاد البلجيكي (الإنجليزية)
- عمر القادوري على موقع قاعدة بيانات كرة القدم.إي يو (الإنجليزية)
- عمر القادوري على موقع ليكيب (الفرنسية)
- عمر القادوري على موقع ناشيونال فوتبول تيمز (الإنجليزية)
- عمر القادوري على موقع Soccerway.com (الإنجليزية)
- عمر القادوري على موقع عالم كرة القدم.نت (الإنجليزية)
- عمر القادوري على موقع كووورة
- عمر القادوري على موقع أوليمبيديا (الإنجليزية)